# Harpyie (Mythologie)

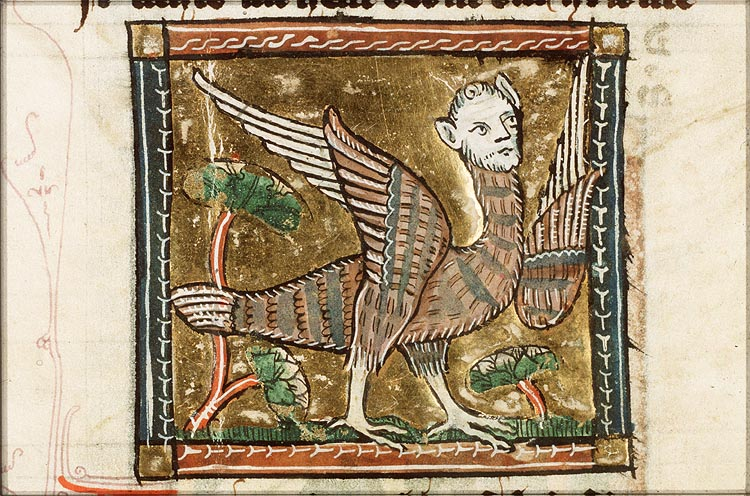
Harpyie (Jacob van Maerlant, Der Naturen Bloeme; Flandern, um 1350)

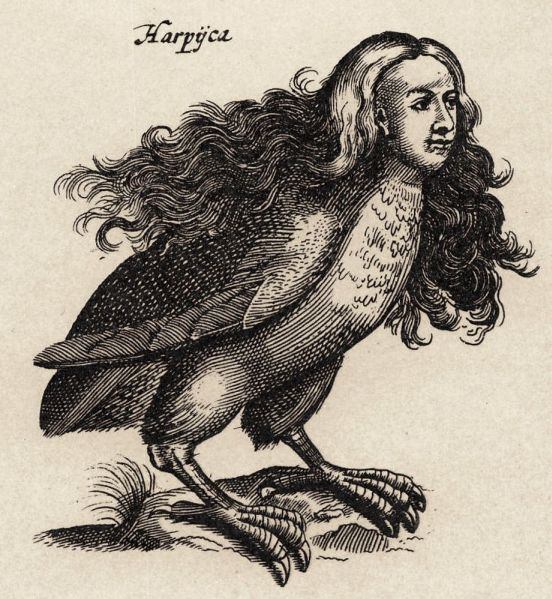
Harpyie, Kupferstich von Matthäus Merian, um 1650, aus der Historia Naturalis des John Johnston, der maßgeblichen Tierkunde des 17. Jahrhunderts

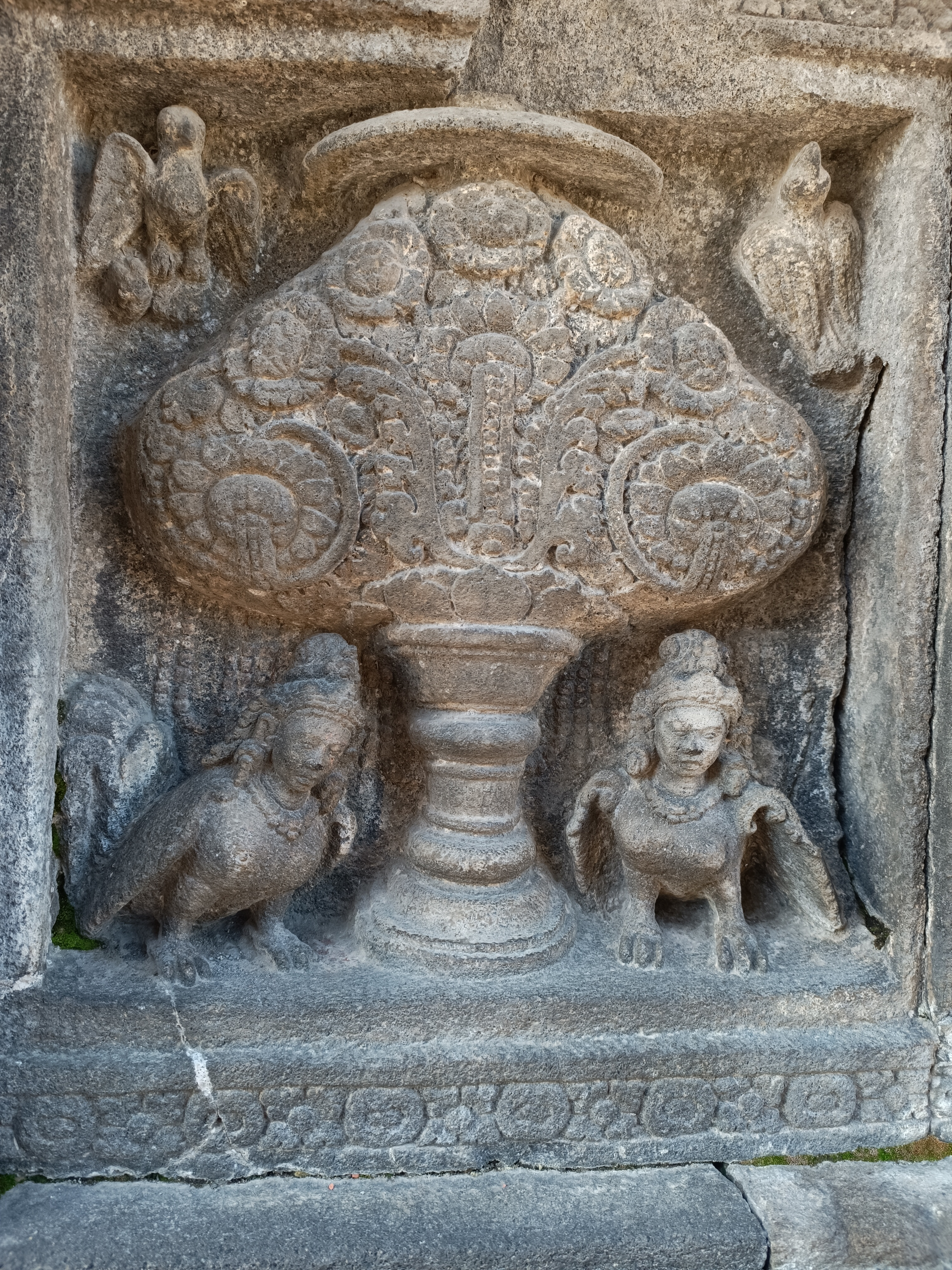
Harpyien auf dem Relief eines Hindutempels um 850 n. Chr. (Prambanan in Yogyakarta)

Eine Harpyie ([harˈpyːjə], altgriechisch ἅρπυια hárpyia, deutsch ‚reißender Sturm‘, lateinisch harpeia) ist ein geflügeltes Mischwesen der griechischen Mythologie in Vogelgestalt mit Frauenkopf.

## Mythologie
Die Harpyien verkörpern die Sturmwinde und sind die Töchter des Meerestitanen Thaumas und der Okeanide Elektra. Ihre Anzahl  ist unbestimmt, doch werden nie mehr als zwei Harpyien zugleich benannt. Namentlich treten auf:
- Aello (Ἀελλώ Aëllṓ[2] zu ἄελλα áëlla, deutsch ‚Sturmwind, Wirbel‘: „Windsbraut“)[3]
- Okypete (Ὠκυπέτη Ōkypétē[2] zu (poetisch:) ὠκυπέτης ōkypétēs, deutsch ‚schnell fliegend‘, aus ὠκύς ōkýs, deutsch ‚schnell‘, und πέτομαι pétomai, deutsch ‚ich fliege‘: „die Schnellflügelige“)[2]
- Podarge, Podargo (Ποδάργη Podárgē[4] „die Schnellfüßige“). Sie ist die Mutter der Pferde des Achilleus.[5]
- Kelaino, Celaeno (zu κελαινός kelainos (poetisch:) ‚dunkel, unheilvoll‘: „die Dunkle“), die erst in der Aeneis des römischen Dichters Vergil erwähnt wird.[6]

Die Schwester der Harpyien ist Iris, die Göttin des Regenbogens, Gattin des Westwindes Zephir.
In den früheren Erzählungen der griechischen Mythologie werden sie als schöne Frauen mit gelocktem Haar und Vogelflügeln beschrieben, später sind sie hässliche hellhaarige Dämonen. Die Harpyien wohnen in einer Höhle auf Kreta und müssen auf Geheiß des Zeus Seelen von Toten in den Tartaros tragen oder Leute töten, die seinen Zorn erregen. Die Harpyien werden als schnell wie der Wind und als unverwundbar beschrieben.
Bei Homer werden sie für das Verschwinden des Odysseus und den schnellen Tod der Pandarostöchter verantwortlich gemacht.
In der Argonautensage spielen sie eine wichtige Rolle: Sie quälen den blinden Seher Phineus, indem sie ihm das Essen vom Tisch rauben und mit ihrem Kot ungenießbar machen. Zetes und Kalais, Söhne des Nordwindes Boreas und Gefährten der Argonauten, vertreiben schließlich die Harpyien.
Der römische Dichter Vergil lässt in der Aeneis dagegen diesen Kampf als ein Abenteuer des aus dem zerstörten Troja geflohenen Aeneas auf den Strophaden erzählen: „Es waren Vögel mit den Gesichtern von Mädchen, äußerst scheußlich war der Unrat ihres Magens, hakenförmig waren ihre Hände und immer bleich vor Hunger ihre Gesichter.“ Aeneas begegnet Harpyien auch in den Vorhallen der Unterwelt im 6. Buch, wo sie neben Gorgonen und Kentauren hausen. Ovid bezieht sich in seinen Metamorphosen nur knapp auf die „jungfräulichen Vögel“ in der Phineusepisode der Argonautensage und fasst das Abenteuer des Aeneas damit zusammen, dass die geflügelte Aello (ales Aello) die Trojaner von den Strophaden jagt.

## Bildtradition
Ein berühmtes Monument der frühen Antike in Xanthos, um 480 v. Chr., wird als Harpyienmonument benannt, doch beruht dieser Name auf einer heute angezweifelten Deutung der harpyienähnlichen Mischwesen auf den Reliefs dieser Grabanlage in Xanthos. Beispiele aus der griechischen Vasenmalerei sind die Phineusschale in der Antikensammlung des Martin von Wagner Museums, sowie zwei Schalen im Museo Nazionale Etrusco di Villa Giulia in Rom.
Seit dem Mittelalter gehören Darstellungen der Harpyien zum Symbolbereich des Bösen, der Unterwelt und der Habsucht. Sie erscheinen in Drolerien der Buchmalerei und der Bauplastik am Außenbau mittelalterlicher Kirchen, in der Regel ohne szenischen Zusammenhang. Von den vielleicht etwas weniger vogelgestaltigen Sirenen sind sie kaum zu unterscheiden. In der Renaissance werden dann diese Wesen nicht nur in dekorativen Zusammenhängen, etwa im Geranke von Arabesken dargestellt, sondern auch im Kontext der antiken Erzählungen, wie in den Fresken der Argonauten- und Äneissage von Annibale Carracci im Palazzo Fava in Bologna.
Im 13. Gesang von Dantes Inferno werden die Selbstmörder von Harpyien gepeinigt. William Blake und Gustave Doré illustrierten im 19. Jahrhundert diese Szene. Während sie bei Goya in den Caprichos noch unheilvolle Verkörperungen des Bösen darstellen, werden Harpyien im Kunsthandwerk des Klassizismus, ähnlich wie die Greife und Sphingen, zu rein dekorativen Reminiszenzen an die Motivwelt des Altertums.

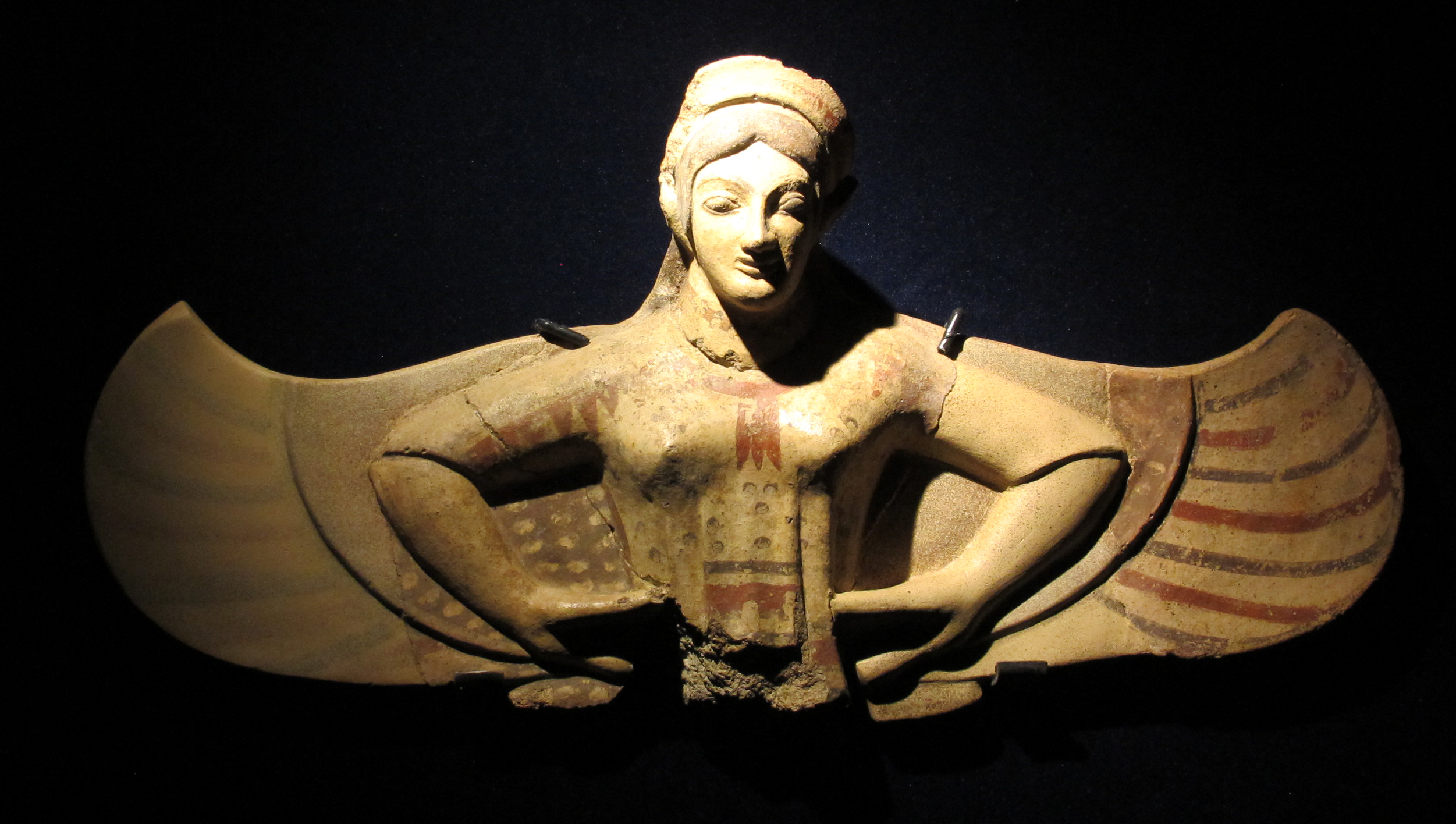
Akroter aus Gabii, 5. Jahrhundert. v. Chr., Museo Nazionale Etrusco di Villa Giulia, Rom
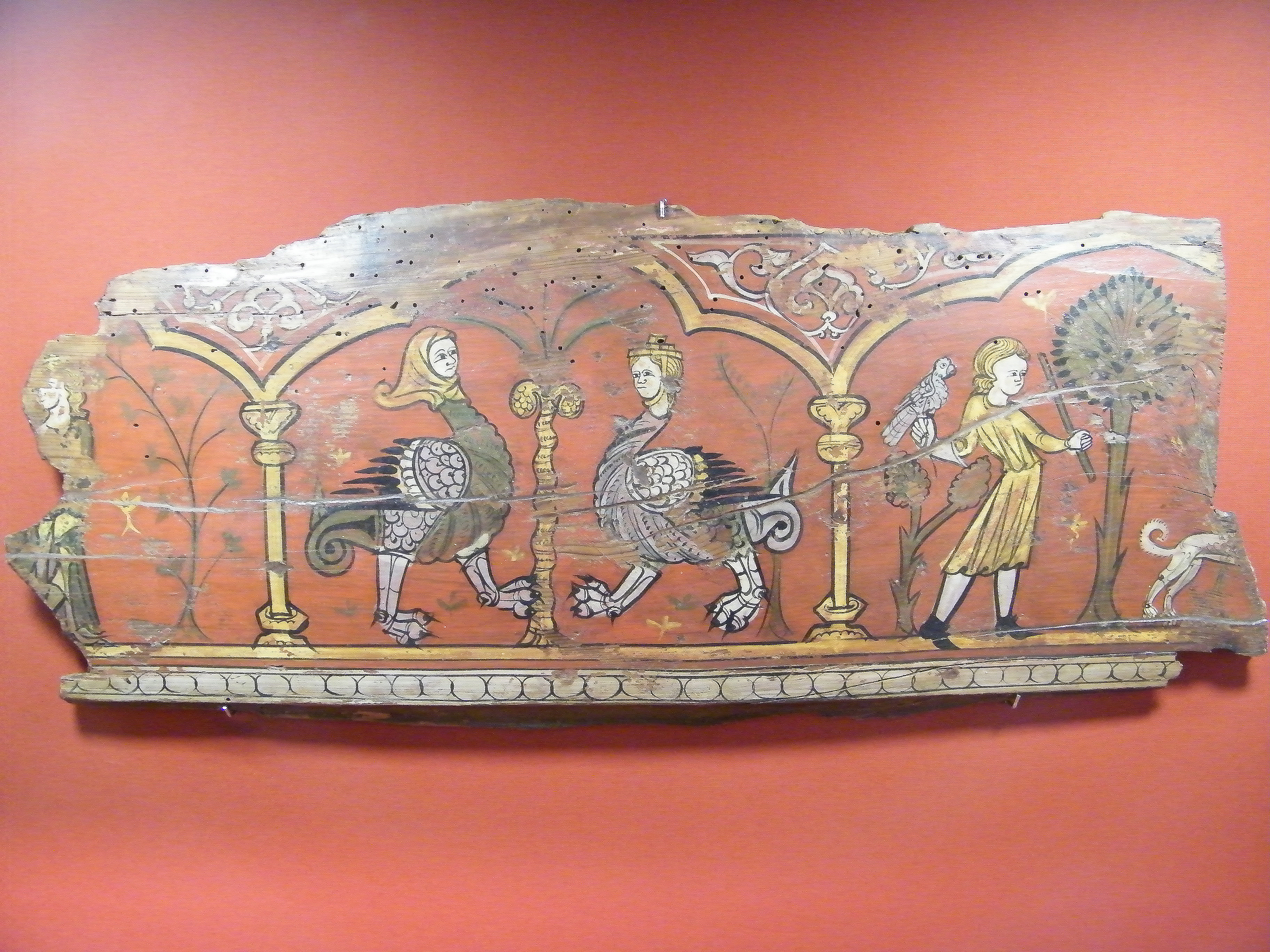
Harpyien und Falkenjäger, Malerei auf Holz, 13. Jahrhundert, Archäologisches Museum Llíria
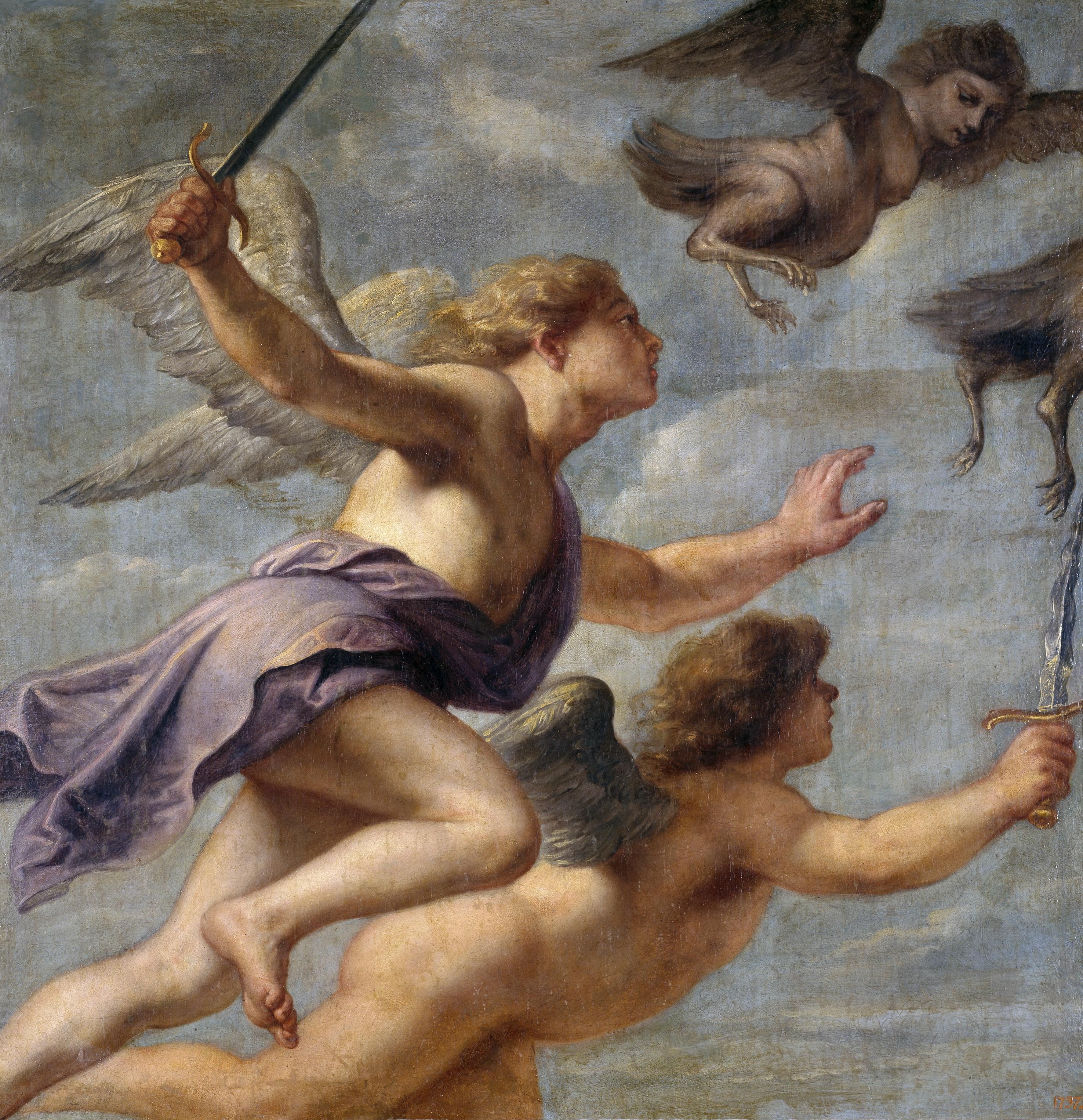
Erasmus Quellinus II., Die Söhne des Boreas verfolgen die Harpyien, um 1630, Prado
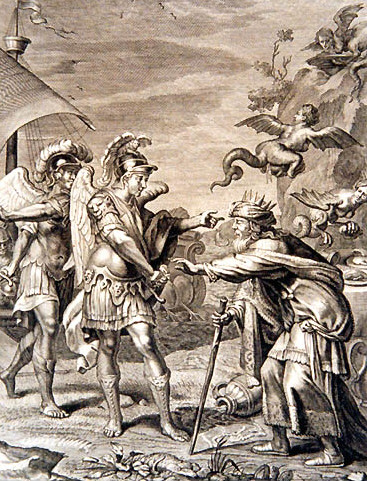
Calaïs und Zetes befreien Phineus von den Harpyien, Kupferstich von Bernard Picart, 18. Jahrhundert
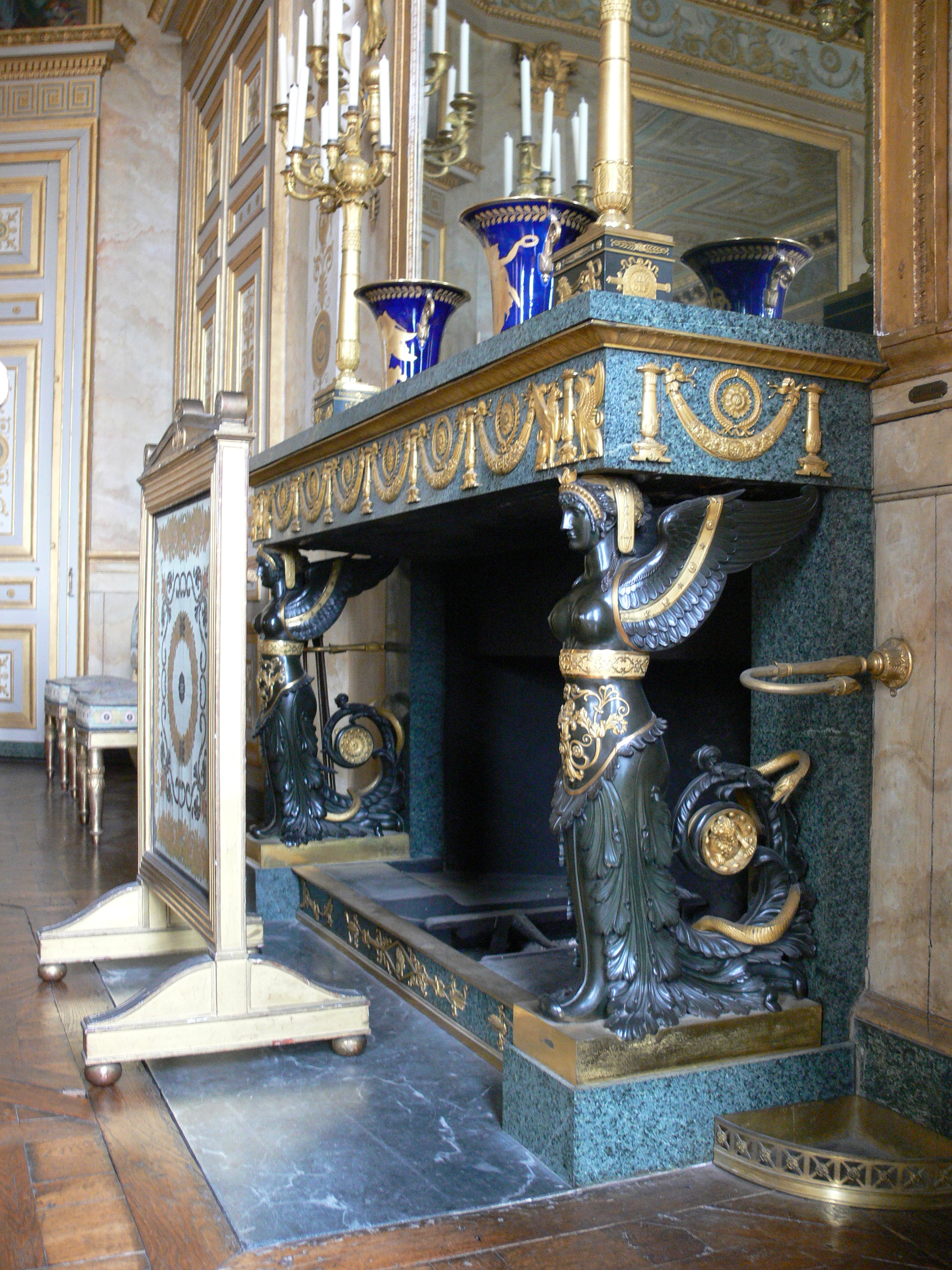
Kamin im Schloss von Compiègne, um 1809
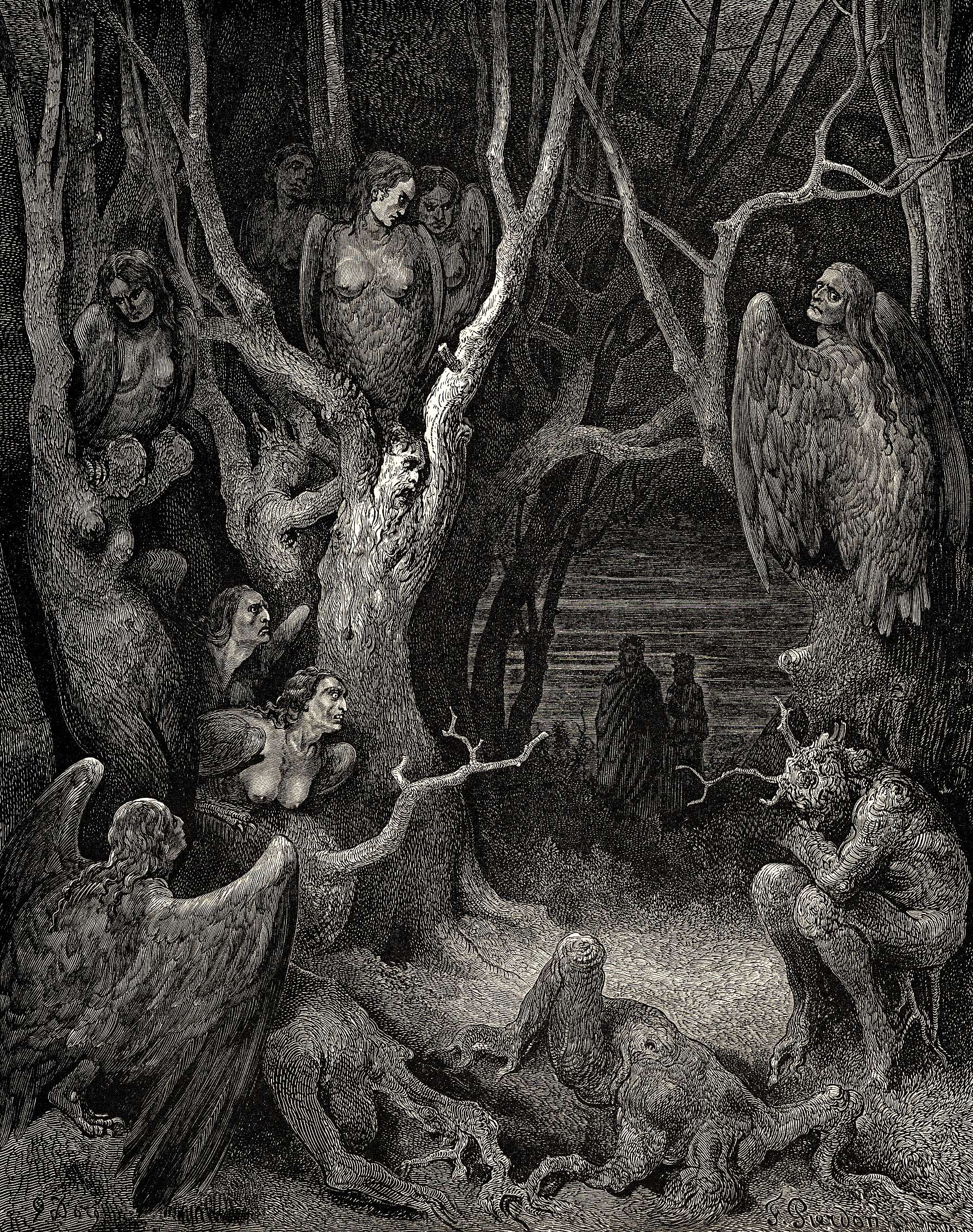
Dante und Vergil betreten den Wald der Selbstmörder. Kupferstich von Gustave Doré (1832–1883)

## Rezeption
Eine Rezeption der Harpyie geschah in der Literatur und im Medium Film in folgenden Werken (Auswahl):
- In Shakespeares Der Sturm (1611), in der 3. Szene des 3. Aufzugs erscheint Ariel den Feinden Prosperos in der Form einer Harpyie.
- Im Kinderbuch Ronja Räubertochter der schwedischen Schriftstellerin Astrid Lindgren werden die Wilddruden (auch Grausedruden) als harpyienähnliche Wesen beschrieben. In der Verfilmung des Buches wird dieser Aspekt deutlich herausgearbeitet: Dort sind diese Druden als eindeutig weibliche Mischwesen mit langen Haaren, Schnabel, Flügeln und Krallen zu sehen.
- In der Trilogie His Dark Materials von Philip Pullman bewachen Harpyien die Toteninsel Ödnis. Sie sind bösartig und lassen die Geister der Toten nicht zur Ruhe kommen; sie können in das Innere der Geister sehen und erkennen Lügen. Später verlieren sie ihre Bösartigkeit und führen die Geister durch das Totenreich in eine andere Welt – vorausgesetzt, die Geister schenken ihnen ihre wahre Lebensgeschichte.
- Die Harpyie Celaeno erscheint auch im Fantasyklassiker Das letzte Einhorn von Peter S. Beagle als Gefangene der Hexe Mommy Fortuna, die sie in ihrem fahrenden Zirkus dem Publikum präsentiert. Letztlich vom Einhorn befreit, tötet die Harpyie Mommy Fortuna und ihren Gehilfen Rukh.
- In den Klippenland-Chroniken von Paul Stewart sind die Harpyien eine Spezies räuberischer humanoider Vogelwesen, die einen Sklavenmarkt betreiben. Sie werden als übergroße, gewalttätige Raubvögel dargestellt, die jedoch statt richtiger Flügel gefiederte Arme besitzen.
- In Laura Leander von Peter Freund stellt die Harpyie eine vogelähnliche Gestalt mit dem Oberkörper einer alten Greisin dar, die einen pestilenzartigen Gestank verbreitet. Stets versucht das Wesen, Tod und Verderben zu bringen, scheitert jedoch letztlich immer.
- In Helden des Olymp, Band Der Sohn des Neptun von Rick Riordan sind Harpyien Vogeldamen, die den König Phineas quälen und von ihm gequält werden. Die Harpyie Ella liebt Bücher und freundet sich mit den Halbgöttern an. Sie taucht im Folgeband Das Zeichen der Athene noch einmal auf.
- Im Film Jason und die Argonauten von 1963 greifen Harpyien Jason und die Seinen an (Animation: Ray Harryhausen).
- Im Jugendroman Das Herz der Harpyie von Rebekka Pax verliebt sich die junge Milena, in  Wirklichkeit eine Harpyie, in einen Sohn des Thanatos, der in eine alte Wette verwickelt ist.
- In den Fantasy-Romanen Das Lied von Eis und Feuer von George R. R. Martin sowie in der darauf aufbauenden Fernsehserie Game of Thrones ist die Harpyie als vermutlich mythologische Figur das Wahrzeichen des ehemaligen Reiches der Ghiscari und wird von den Sklavenstädten immer noch verwendet.
- In dem Comic Das goldene Vlies von Carl Barks aus dem Jahr 1955 wird Dagobert Duck von Harpyien in das Gebiet des antiken Kolchis entführt, um dort in einem Kochwettstreit der Fabelwesen als Schiedsrichter zu fungieren.
- Im Manga Die Monster Mädchen kommen Harpyien vor, werden aber, bis auf Flügel und Vogelfüße, als menschliche Frauen dargestellt. Als weiteres Merkmal dieser Spezies gilt deren nicht sehr hohe Intelligenz.

## Darstellungen
Harpyien wurden im Allgemeinen als Vögel mit Jungfrauenköpfen, vor Hunger bleichen Gesichtern und langen Krallen an den Händen dargestellt. Römische und byzantinische Schriftsteller betonten ihre Hässlichkeit.  Auf Töpferkunstwerken wurden Harpyien als schöne Frauen mit Flügeln dargestellt. Ovid beschrieb sie als eine Mischung aus Mensch und Geier.

### Hesiod
Hesiod stellte sie sich als schöngelockte und geflügelte Jungfrauen vor, die so schnell flogen wie der Wind.

### Aischylos
Schon zu Äschylus ‘ Zeiten galten Harpyien als hässliche, geflügelte Wesen, und spätere Schriftsteller gingen in ihren Darstellungen so weit, sie als die abscheulichsten Ungeheuer darzustellen. Die pythische Priesterin des Apollon vergleicht in folgendem Ausschnitt aus der Orestie das Aussehen der Harpyien mit dem der Erinnyen, chthonischer Rachegöttinnen.

## Siehe auch

Harpyie als Schildhalter, Gemeinde Eemsdelta

Harpyie im Wappen des Landkreises Aurich